# Новий Бит
Новий Бит (на руски: Новый Быт) е селище в Селивановски район на Владимирска област в Русия, център на Волосатовската селска община.

## География
Селището е разположено на 14 км северозападно от районния център Красная Горбатка.